# Les Enfants du Jedi
Les Enfants du Jedi (titre original : Children of the Jedi) est un roman de science-fiction écrit par Barbara Hambly. Publié aux États-Unis par Del Rey Books en 1995,, il a été traduit en français et publié par les éditions Presses de la Cité en 1996,. Ce roman, se déroulant dans l'univers étendu de Star Wars, prend place huit années après les évènements décrits dans Star Wars, épisode VI : Le Retour du Jedi. Il est le premier des trois romans mettant en scène Callista, une ancienne chevalier Jedi. Il est suivi des romans Le Sabre noir, écrit par Kevin J. Anderson, et La Planète du crépuscule, à nouveau écrit par Barbara Hambly.